# Поспишилова, Вера
Вера Поспишилова (-Чехлова, -Цехлова) (чеш. Věra Pospíšilová-Cechlová; род. 19 ноября 1978, Литомержице, Северочешский край) — чешская легкоатлетка (метание диска), призёр чемпионата мира, бронзовый призёр летних Олимпийских игр 2004 года в Афинах, участница трёх Олимпиад.

## Карьера
В 2005 году стала бронзовым призёром чемпионата мира в Хельсинки с результатом 63,19 м.
На Олимпиаде в Афинах Поспишилова заняла четвёртое место с результатом 66,08 м. Но после того, как в 2012 году представительница Белоруссии Ирина Ятченко (66,17 м) была дисквалифицирована за использование допинга, Поспишиловой была вручена бронзовая медаль Олимпиады.
На следующей Олимпиаде в Пекине Поспишилова стала четвёртой (61,75 м). Летняя Олимпиада 2012 года в Лондоне стала для Поспишиловой последней в карьере и самой неудачной — она заняла 32-е место (55,00 м).